# 目黒護國神社
目黒護國神社（めぐろごこくじんじゃ）は、東京都目黒区にあった神社（護国神社）。

## 歴史

### 創建
1941年（昭和16年）3月に創建された。台湾日日新報社長だった守屋善兵衛（1930年没）の遺族より、目黒区に対して宅地と居宅の一部を寄贈する申し出があり、その際に「忠霊を祀る神社を建設すること等」という条件があったので、当時の目黒区は公費で神社を創建した。
第二次世界大戦後、日本国憲法の施行により、目黒区が神社を運営することができなくなったため（政教分離原則）、戦没者遺族が管理することになった。1958年（昭和33年）7月、目黒区立守屋図書館の改築にあたり神社を敷地内（五本木庚申塔の隣接地）に移転した。1959年（昭和34年）10月に「目黒護國神社崇敬会」が設立され、目黒区と土地賃貸借契約（敷地面積198.50m2）を結ぶことになった。

### 廃社
ところが、2000年（平成12年）以降、管理者をしていた崇敬会の役員が死去したことにより、崇敬会の活動が休止した。目黒区に払う地代も滞納するようになり、御魂であった戦没者名簿も行方不明となった。
2005年度（平成17年度）の目黒区の包括外部監査で、単に政教分離上の問題だけでなく、建物が老朽化しており安全面でも問題があるとの指摘を受けた。
2008年（平成20年）7月、隣接する旧目黒区守屋教育会館の解体に伴い撤去された。他神社への合祀や他団体の管理も模索されたというが、折り合いがつかず結局断念することになった。
なお、目黒護國神社の跡地には防災備蓄倉庫が、旧目黒区守屋教育会館の跡地には私立保育園（旧目黒区立上目黒保育園の移転民営化）が建てられた（目黒区立守屋図書館が南側にある）。

## 所在地
- 東京都目黒区五本木二丁目1186番3（地番）[1]
- 東京都目黒区五本木二丁目20番17号（住居表示）

## 沿革
- 1940年（昭和15年）
  - 7月 - 守屋善兵衛の遺族から旧邸宅の寄付申し込み（条件：忠霊を祀る神社を建設すること等）
  - 9月 - 寄付受領議決
- 1941年（昭和16年）
  - 3月 - 目黒護國神社建立（区費負担）
  - 4月 - 土地所有権移転登記
  - 12月 - 守屋記念館（後の目黒区立守屋図書館）開館
- 1947年（昭和22年）5月 - 日本国憲法施行により神社は遺族が管理
- 1958年（昭和33年）7月 - 守屋図書館改築にあたり神社を敷地内で移転
- 1959年（昭和34年）10月 - 目黒護国神社崇敬会設立
- 1971年（昭和46年）4月 - 土地賃貸借契約を崇敬会と締結
- 1974年（昭和49年）9月 - 賃貸料改定契約
- 1976年（昭和51年）4月 - 土地賃貸借契約の更新
- 1981年（昭和56年）4月 - 土地賃貸借契約の更新
- 1986年（昭和61年）3月 - 土地賃貸借契約の期間満了
- 1987年（昭和62年）4月 - 地代の授受を継続
- 1998年（平成10年）2月 - 関係者（遺族会）と話し合い
- 1999年（平成11年）1月 - 関係者（崇敬会、遺族会）と話し合い
- 2000年（平成13年）3月 - 地代未納につき土地賃貸借契約解除手続き
- 2008年（平成20年）7月 - 隣接する旧目黒区立守屋教育会館の解体に伴い撤去